# Tyson Chandler
Tyson Cleotis Chandler (Hanford, 2 de outubro de 1982) é um ex-jogador norte-americano de basquete que atualmente é assistente-técnico do Dallas Mavericks da National Basketball Association (NBA).
Chandler foi diretamente do ensino médio para a NBA e foi selecionado pelo Los Angeles Clippers como a segunda escolha geral do draft da NBA de 2001, sendo imediatamente trocado para o Chicago Bulls. Ele também jogou pelo New Orleans Hornets, Charlotte Bobcats, Dallas Mavericks, New York Knicks, Phoenix Suns e Los Angeles Lakers. Como titular de Dallas, ele desempenhou um papel fundamental no primeiro título da NBA da franquia em 2011.
Enquanto jogava pelos Knicks, ele foi eleito o Jogador Defensivo do Ano em 2012. Ele ganhou medalhas de ouro da Copa do Mundo de 2010 e dos Jogos Olímpicos de 2012 pela Seleção Americana.

## Início da vida e carreira no ensino médio
Chandler cresceu em uma fazenda da família em Hanford, Califórnia, ao sul de Fresno, Califórnia. Ele começou a jogar basquete aos três anos de idade em uma cesta que o avô de Chandler, Cleotis, fixou em uma árvore. Chandler cresceu fazendo trabalhos agrícolas, como ordenhar vacas, cuidar de porcos e cultivar plantações. Com nove anos, Chandler e sua mãe se mudaram para San Bernardino, Califórnia; ele já tinha quase um metro e oitenta de altura. Quando criança, ele era provocado por causa de sua altura; as crianças do time de basquete da escola brincavam dizendo que ele era mais velho do que realmente era e que havia sido repetido várias vezes na escola.
Como calouro, Chandler se matriculou na Dominguez High School em Compton, Califórnia, uma escola conhecida por produzir jogadores como Dennis Johnson e Cedric Ceballos. Com a equipe, Chandler se tornou uma sensação; jogadores atuais como DeMar DeRozan o viram jogar e afirmaram que "ele era como Shaq". Brandon Jennings disse: "Você via as garotas ao redor de Tyson, o Cadillac Escalade que ele dirigia, e queria ser como ele".
Em seu terceiro ano, Chandler teve médias de 20 pontos, 12 rebotes, 6 assistências e 3 bloqueios. Em seu último ano, ele levou Dominguez ao título estadual e um recorde de 31-4 com médias de 26 pontos, 15 rebotes e 8 bloqueios. Chandler foi recrutado por várias universidades como UCLA, Arizona, Syracuse, Memphis, Kentucky e Michigan mas decidiu se declarara para o draft da NBA de 2001.

## Carreira profissional

### Chicago Bulls (2001–2006)
Chandler foi selecionado pelo Los Angeles Clippers como a segunda escolha geral no draft da NBA de 2001, antes de ser imediatamente negociado com o Chicago Bulls em troca de Elton Brand.
Os Bulls colocaram seus esforços de reconstrução nas costas de Chandler e Eddy Curry. Ele perdeu dois meses no início da temporada de 2003-04 com problemas nas costas, antes de perder as últimas semanas da temporada depois de cair de costas contra o Atlanta Hawks.
Em setembro de 2005, Chandler assinou um contrato de seis anos e US$ 64.3 milhões com os Bulls. Em julho de 2006, os Bulls tentaram negociar Chandler, que tinha cinco anos e US$ 54 milhões restantes em seu contrato, para perseguir Ben Wallace.

### New Orleans Hornets (2006–2009)

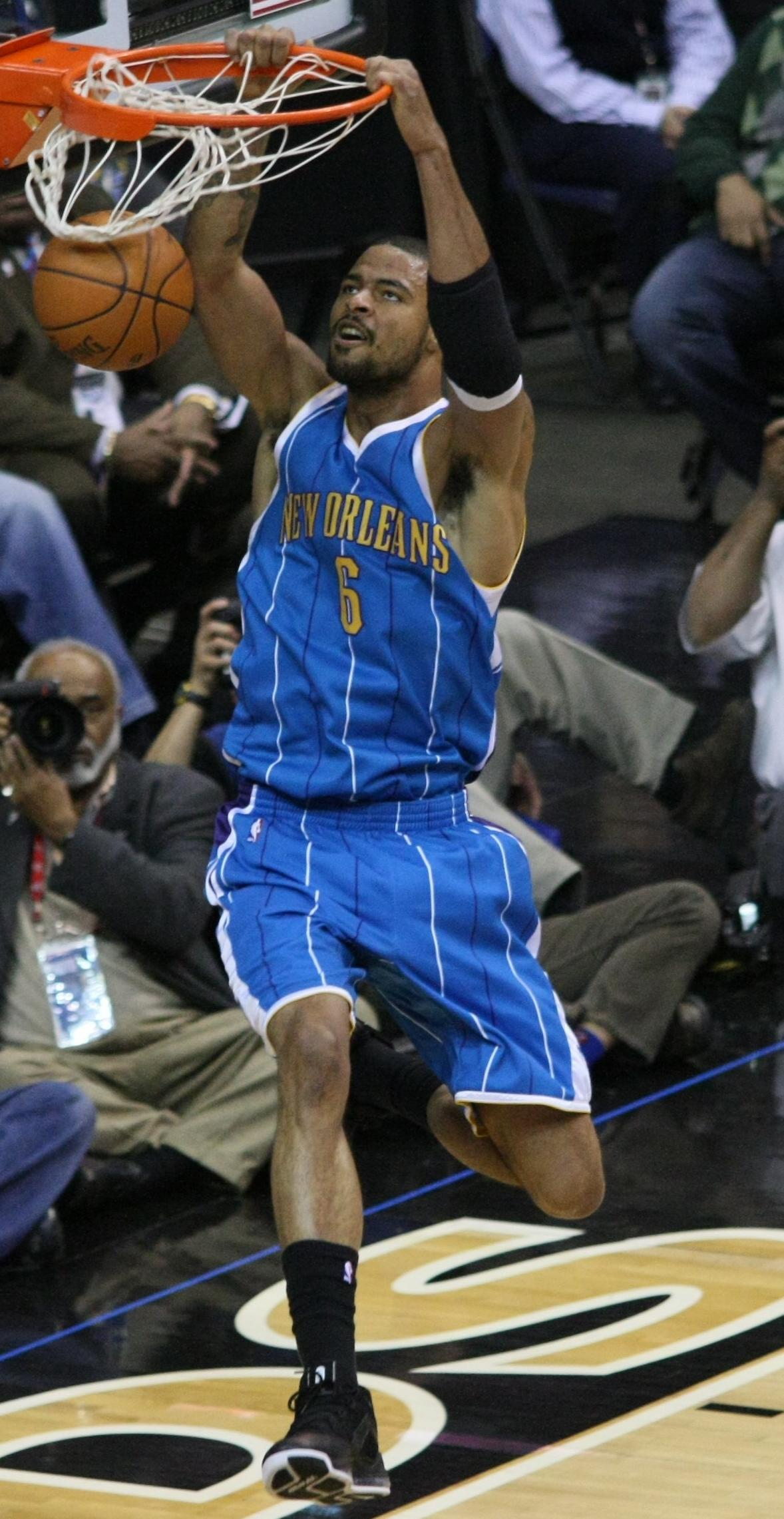
Chandler com os Hornets em março de 2009

Em 14 de julho de 2006, Chandler foi negociado com o New Orleans Hornets em troca de P. J. Brown e J. R. Smith.
Chandler liderou a NBA em rebotes ofensivos nas temporadas de 2006-07 e 2007-08, ocupando o segundo lugar na liga em média de rebotes em 2006-07 e terceiro em 2007-08.
Em 17 de fevereiro de 2009, Chandler foi negociado com o Oklahoma City Thunder em troca de Chris Wilcox, Joe Smith e DeVon Hardin. No entanto, depois de examinar o dedão do pé esquerdo de Chandler, o Thunder determinou que o risco de uma nova lesão era muito grande e não deu a Chandler um atestado de saúde. Como resultado, em 18 de fevereiro, a troca foi rescindida e Chandler foi enviado de volta aos Hornets. Ele jogou em apenas 45 jogos durante a temporada de 2008-09, perdendo 29 dos 44 jogos finais da equipe devido a lesões no tornozelo esquerdo. Chandler terminou a temporada de 2008-09 como o líder de todos os tempos da franquia em porcentagem de arremessos (61%) e rebotes por jogo (11,3), enquanto ocupava o quinto lugar no total de rebotes, apesar de jogar apenas 197 jogos com a equipe (2.225).

### Charlotte Bobcats (2009–2010)
Em 28 de julho de 2009, Chandler foi negociado com o Charlotte Bobcats em troca de Emeka Okafor. 
Em sua única temporada com os Bobcats, Chandler jogou em 51 jogos (27 como titular) e teve médias de 6,5 pontos, 6,3 rebotes e 1,1 bloqueios, apesar de ter sido prejudicado por uma reação de estresse em seu pé esquerdo que o levou a perder 29 jogos.

### Dallas Mavericks (2010–2011)

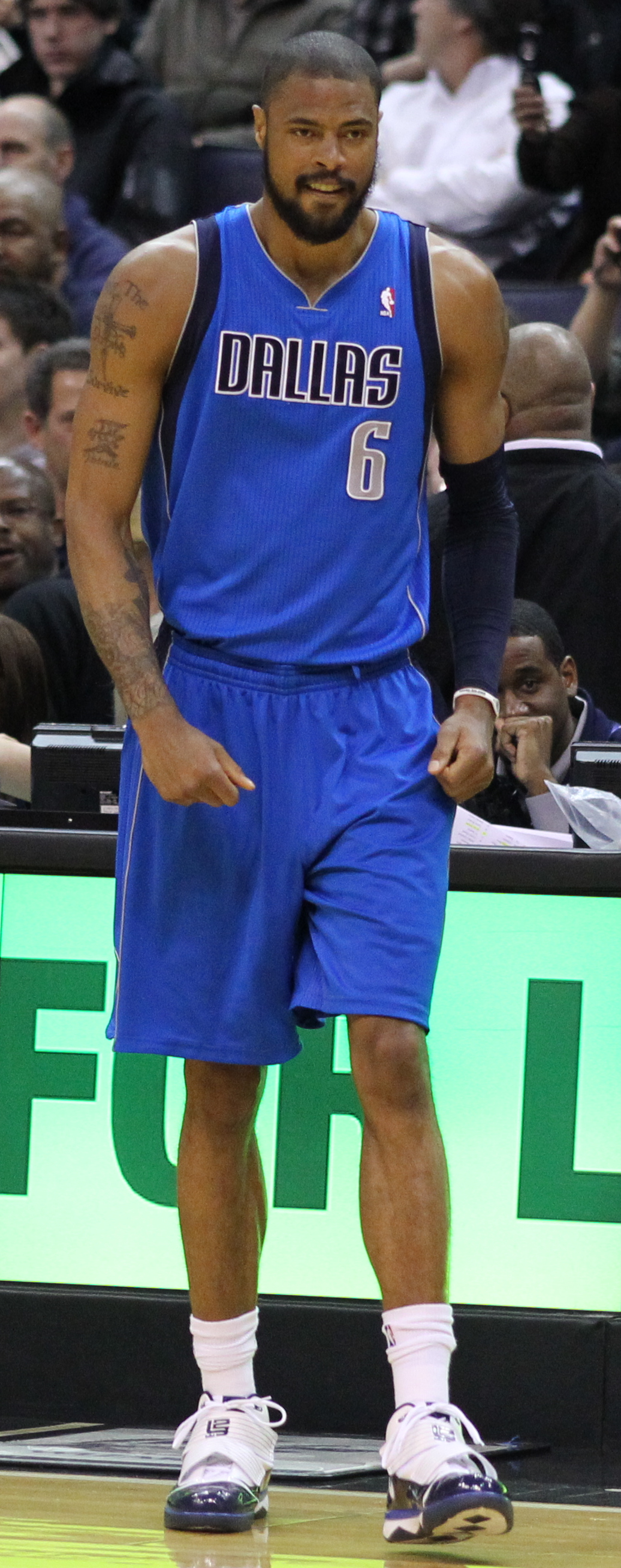
Chandler com os Mavericks em fevereiro de 2011

Em 13 de julho de 2010, Chandler foi negociado, junto com Alexis Ajinça, para o Dallas Mavericks em troca de Erick Dampier, Eduardo Nájera e Matt Carroll.
Chandler foi o ajuste perfeito durante sua primeira temporada com os Mavericks, ancorando a defesa de uma equipe com Dirk Nowitzki, Jason Terry e Jason Kidd. Ele foi creditado por dar aos Mavericks a 'dureza' e a intensidade defensiva que eles careciam muito. 
Ele os ajudou a chegar às finais da NBA de 2011, onde enfrentaram o Miami Heat. No Jogo 4 contra o Heat, Chandler registrou 13 pontos e 16 rebotes em uma vitória por 86-83 que empatou a série em 2-2. Os Mavericks derrotaram o Heat em seis jogos, com Chandler vencendo seu primeiro e único título.
Após a temporada de 2010-11, Chandler foi apontado como um agente livre muito procurado. Ele foi fortemente cortejado pelo Golden State Warriors e Houston Rockets, entre outras equipes. Enquanto eles estavam ansiosos para mantê-lo, os Mavericks foram cautelosos para não exagerar em Chandler e arriscar perder Dwight Howard ou Deron Williams em 2012. Como resultado, eles ofereceram apenas um contrato de dois anos para Chandler, que ele recusou. O proprietário dos Mavericks, Mark Cuban, infamemente separou a equipe vencedora do título, optando por adicionar Lamar Odom, Vince Carter e Delonte West, em vez de trazer de volta Chandler, J. J. Barea e DeShawn Stevenson. Na época, Cuban optou por proceder com cautela na era de um novo acordo coletivo de trabalho, acreditando que a flexibilidade financeira (e não prender veteranos a acordos de longo prazo que consumiriam espaço no teto futuro) era mais valioso do que tentar o bi-campeonato. Em agosto de 2016, Chandler observou que, se os Mavericks não tivessem dividido o time vencedor de 2011, eles teriam conquistado o bi-campeonato.

### New York Knicks (2011–2014)

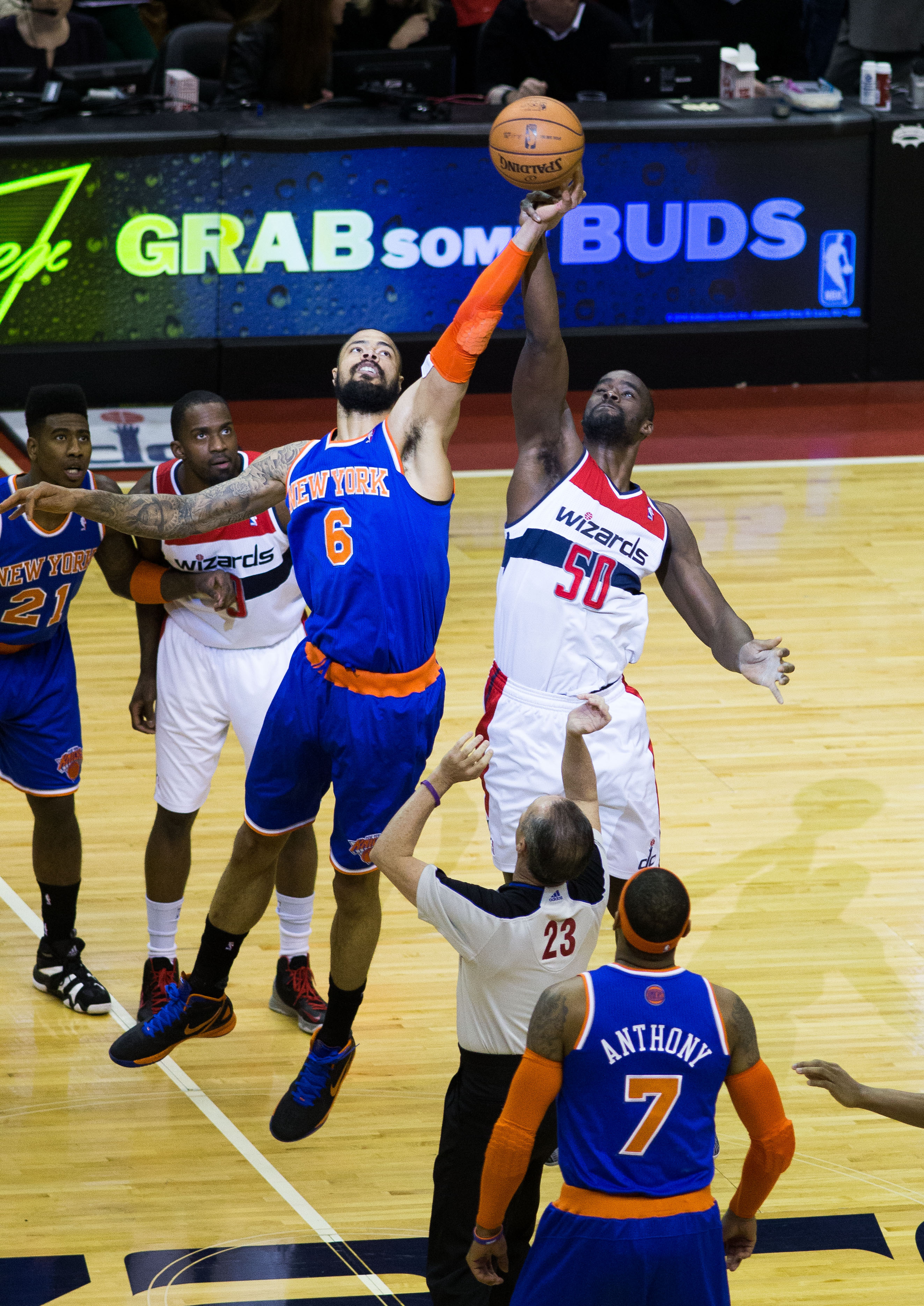
Chandler (#6) com os Knicks em março de 2013

Em 10 de dezembro de 2011, Chandler foi negociado com o New York Knicks em uma troca de 3 equipes que também envolveu o Washington Wizards.
Com Chandler, a defesa de Nova York melhorou acentuadamente na temporada de 2011-12. Depois de terminar em 22º em eficiência defensiva na temporada de 2010–11, os Knicks terminaram em quinto em 2011–12. Em maio de 2012, ele foi nomeado o Jogador Defensivo do Ano da NBA, sendo o primeiro jogador na história da franquia a ganhar o prêmio.
Em janeiro de 2013, Chandler foi nomeado para o All-Star Game da NBA pela primeira vez em sua carreira de 12 anos, sendo selecionado como reserva da Conferência Leste. No início de fevereiro, ele empatou o recorde da franquia com três jogos seguidos de 20 rebotes, tornando-se o primeiro jogador dos Knicks a ter 20 em três jogos consecutivos desde Willis Reed em dezembro de 1969. Em maio de 2013, ele foi nomeado para a Primeira-Equipe Defensiva, tornando-se o primeiro jogador dos Knicks a ser selecionado desde Charles Oakley em 1994.
Marcado por uma lesão no início da temporada de 2013-14, Chandler levou algum tempo para recuperar o ritmo. Uma lesão no joelho direito sofrida em 5 de novembro contra o Charlotte Bobcats e uma doença respiratória sofrida no início de janeiro resultaram em Chandler jogando em apenas 55 jogos.

### Segunda passagem pelo Dallas (2014–2015)
Em 25 de junho de 2014, Chandler foi negociado, junto com Raymond Felton, com o Dallas Mavericks em troca de Samuel Dalembert, José Calderón, Shane Larkin, Wayne Ellington e duas escolhas de segunda rodada de 2014.
Em 75 jogos durante a temporada de 2014-15, Chandler teve médias de duplo-duplo com 10,3 pontos e 11,5 rebotes. Com sua terceira temporada com uma média de duplo-duplo enquanto acertava pelo menos 60% dos arremessos, Chandler se igualou a Wilt Chamberlain e Artis Gilmore como os únicos jogadores na história da liga a conseguir isso pelo menos três vezes em suas carreiras.

### Phoenix Suns (2015–2018)
Em 9 de julho de 2015, Chandler assinou um contrato de 4 anos e US$ 52 milhões com o Phoenix Suns.
Em 21 de janeiro, Chandler pegou 20 rebotes em uma derrota por 117-89 para o San Antonio Spurs. Dois dias depois, em uma vitória por 98-95 sobre o Atlanta Hawks, Chandler empatou o recorde dos Suns com 27 rebotes. Ele também se tornou o primeiro jogador dos Suns a registrar jogos consecutivos de 20 rebotes.
Em 21 de janeiro, em uma vitória por 107-105 sobre o New York Knicks, Chandler estabeleceu um recorde da equipe ao pegar mais de 15 rebotes em sete jogos consecutivos. Uma noite depois de estabelecer a marca, ele encerrou seu recorde com nove rebotes contra o Toronto Raptors. Chandler jogou em 47 dos primeiros 57 jogos dos Suns antes de ser desativado após o intervalo do All-Star Game. Ele teria dito à administração dos Suns no prazo de troca que ele não queria ser negociado e eles concordaram com seus desejos.
Durante a temporada de 2017-18, Chandler lutou contra uma lesão no pescoço que o afastou por 36 jogos no total. Em 14 de janeiro de 2018, ele pegou 14 rebotes contra o Indiana Pacers para se tornar o 40º jogador na história da liga a chegar a 10.000 em sua carreira. Ele jogou em apenas 46 jogos em 2017-18.
Depois de iniciar a temporada de 2018-19 com um papel reduzido devido à chegada do novato Deandre Ayton, Chandler e os Suns chegaram a um acordo de fim de contrato em 4 de novembro de 2018.

### Los Angeles Lakers (2018–2019)
Em 6 de novembro de 2018, Chandler assinou um contrato de 1 ano e US$2.5 milhões com o Los Angeles Lakers.

### Houston Rockets (2019–2020)
Em 19 de julho de 2019, Chandler assinou com o Houston Rockets. O último jogo da NBA de Chandler foi disputado no Jogo 5 da primeira rodada em 29 de agosto de 2020 contra o Oklahoma City Thunder. Nesse jogo, Chandler ficou em quadra em menos de 1 minuto. Os Rockets venceriam o jogo por 114-80 e venceriam a série em 7 jogos.

## Carreira na seleção

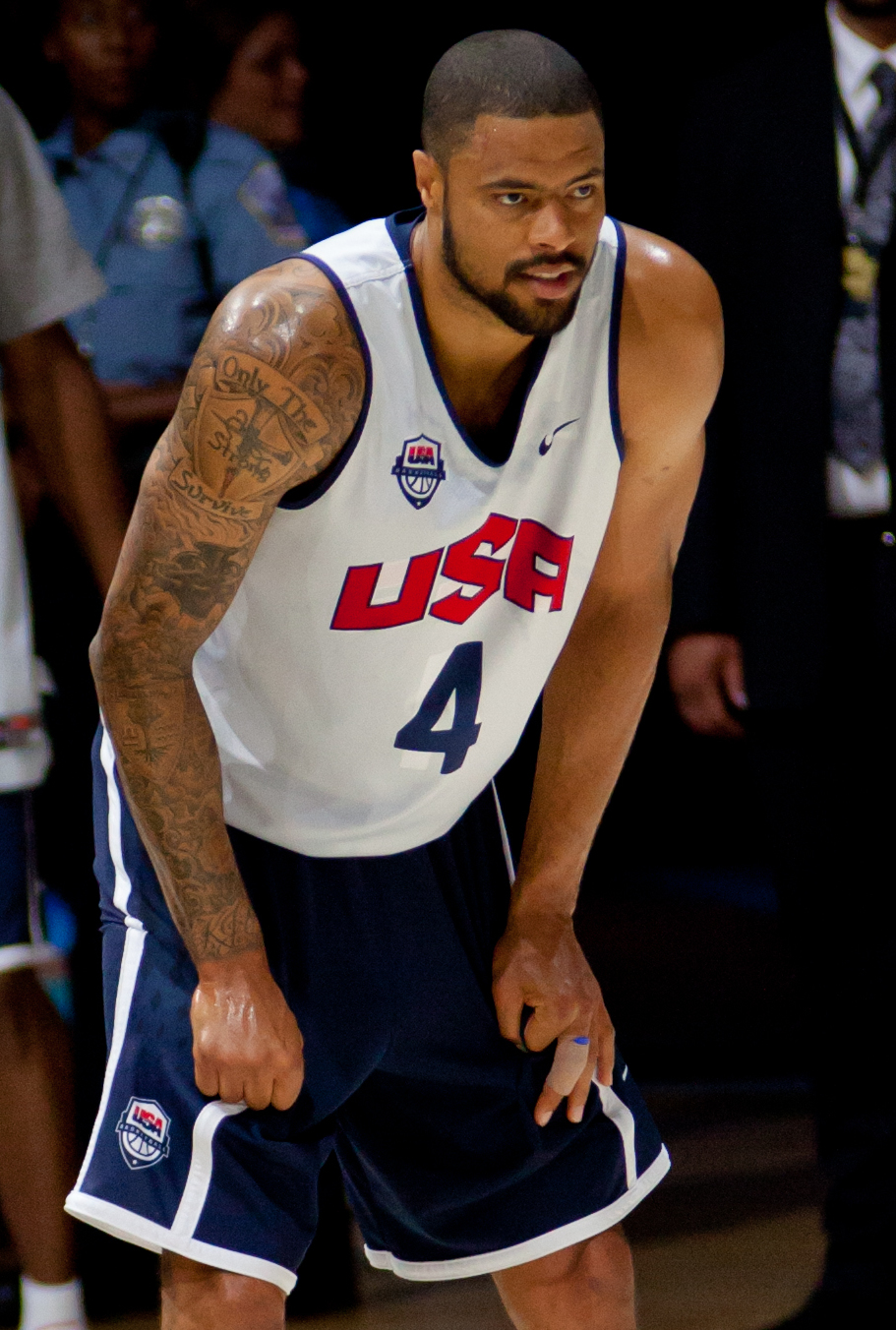
Chandler com a seleção dos EUA em julho de 2012

Chandler foi nomeado primeiro suplente da Seleção Americana que competiu nos Jogos Olímpicos de Verão de 2008.
Chandler foi um membro da equipe dos Estados Unidos na Copa do Mundo de 2010, uma equipe que terminou 9-0 no torneio e ganhou a medalha de ouro, o primeiro título mundial dos EUA desde 1994. Ele jogou em todos os nove jogos da Copa do Mundo como pivô reserva e teve médias de 2,6 pontos e 2,7 rebotes.
Chandler foi escolhido para jogar pela equipe dos Estados Unidos nos Jogos Olímpicos de Verão de 2012 e foi nomeado o pivô titular da equipe. A equipe dos Estados Unidos terminou invicta no torneio e conquistou a medalha de ouro sobre a Espanha com uma vitória por 107-100.

## Carreira de treinador
No verão de 2021, Chandler tornou-se treinador de desenvolvimento de jogadores do Dallas Mavericks.

## Vida pessoal
Até os 10 anos, Chandler morava com seu avô em uma fazenda no centro da Califórnia.
Sua irmã, Erica, jogava basquete na Universidade Pepperdine. Ele tem três irmãos: Terrell, Tervon e Ryan. Sua avó paterna é descendente de alemães.
Chandler e sua esposa Kimberly se casaram em 2005 e tiveram três filhos. Chandler e sua esposa organizaram uma instituição de caridade para ajudar as famílias de Nova Orleans que sofreram com o furacão Katrina. A caridade ajudou a comprar "pequenas coisas" (como Chandler disse) para as casas das famílias: TVs, fogões, microondas, geladeiras, panelas, frigideiras e etc. As esposas dos companheiros de Chandler ajudaram nos esforços.
Chandler e sua esposa Kimberly se separaram em agosto de 2021. Em setembro de 2021, sua esposa Kimberly pediu o divórcio citando diferenças irreconciliáveis.

## Estatísticas da NBA
|   | Líder da liga               |
| † | Campeão da temporada da NBA |

### Temporada regular
| Ano      | Equipe           | PJ    | PT  | MPJ  | AP   | 3P   | LL    | RT   | AS  | BR  | TO  | PPJ  |
| -------- | ---------------- | ----- | --- | ---- | ---- | ---- | ----- | ---- | --- | --- | --- | ---- |
| 2001-02  | Chicago          | 71    | 31  | 19.6 | .497 | ―    | .604  | 4.8  | 0.8 | 0.4 | 1.3 | 6.1  |
| 2002-03  | Chicago          | 75    | 68  | 24.4 | .531 | ―    | .608  | 6.9  | 1.0 | 0.5 | 1.4 | 9.2  |
| 2003-04  | Chicago          | 35    | 8   | 22.3 | .424 | .000 | .669  | 7.7  | 0.7 | 0.5 | 1.2 | 6.1  |
| 2004-05  | Chicago          | 80    | 10  | 27.4 | .494 | .000 | .673  | 9.7  | 0.8 | 0.9 | 1.8 | 8.0  |
| 2005-06  | Chicago          | 79    | 50  | 26.8 | .565 | .000 | .503  | 9.0  | 1.0 | 0.5 | 1.3 | 5.3  |
| 2006-07  | NO/Oklahoma City | 73    | 73  | 34.6 | .624 | .000 | .527  | 12.4 | 0.9 | 0.5 | 1.8 | 9.5  |
| 2007-08  | New Orleans      | 79    | 79  | 35.2 | .623 | .000 | .593  | 11.7 | 1.0 | 0.6 | 1.1 | 11.8 |
| 2008-09  | New Orleans      | 45    | 45  | 32.1 | .565 | ―    | .579  | 8.7  | 0.5 | 0.3 | 1.2 | 8.8  |
| 2009-10  | Charlotte        | 51    | 27  | 22.8 | .574 | ―    | .732  | 6.3  | 1.1 | 0.3 | 1.1 | 6.5  |
| 2010-11  | Dallas †         | 74    | 74  | 27.8 | .654 | ―    | .732  | 9.4  | 0.4 | 0.5 | 1.1 | 10.1 |
| 2011-12  | New York         | 62    | 62  | 33.2 | .679 | .000 | .689  | 9.9  | 0.9 | 0.9 | 1.4 | 11.3 |
| 2012-13  | New York         | 66    | 66  | 32.8 | .638 | ―    | .694  | 10.7 | 0.9 | 0.6 | 1.1 | 10.4 |
| 2013-14  | New York         | 55    | 55  | 30.2 | .593 | .000 | .632  | 9.6  | 1.1 | 0.7 | 1.1 | 8.7  |
| 2014-15  | Dallas           | 75    | 75  | 30.5 | .666 | ―    | .720  | 11.5 | 1.1 | 0.6 | 1.2 | 10.3 |
| 2015-16  | Phoenix          | 66    | 60  | 24.5 | .583 | .000 | .620  | 8.7  | 1.0 | 0.5 | 0.7 | 7.2  |
| 2016-17  | Phoenix          | 47    | 46  | 27.6 | .671 | ―    | .734  | 11.5 | 0.6 | 0.7 | 0.5 | 8.4  |
| 2017-18  | Phoenix          | 46    | 46  | 25.0 | .647 | ―    | .624  | 9.1  | 1.2 | 0.3 | 0.6 | 6.5  |
| 2018-19  | Phoenix          | 7     | 0   | 12.7 | .667 | ―    | .556  | 5.6  | 0.9 | 0.3 | 0.1 | 3.7  |
| 2018-19  | LA Lakers        | 48    | 6   | 16.4 | .609 | .000 | .594  | 5.6  | 0.6 | 0.4 | 0.5 | 3.1  |
| 2019-20  | Houston          | 26    | 5   | 8.4  | .778 | —    | .462  | 2.5  | 0.2 | 0.2 | 0.3 | 1.3  |
| Carreira | Carreira         | 1.160 | 886 | 25.7 | .604 | .000 | .627  | 8.5  | 0.8 | 0.5 | 1.0 | 7.6  |
| All-Star | All-Star         | 1     | 0   | 17.0 | .400 | .000 | 1.000 | 8.0  | 0.0 | 0.0 | 0.0 | 7.0  |

### Playoffs
| Ano      | Equipe      | PJ | PT | MPJ  | AP   | 3P | LL   | RT   | AS  | BR  | TO  | PPJ  |
| -------- | ----------- | -- | -- | ---- | ---- | -- | ---- | ---- | --- | --- | --- | ---- |
| 2005     | Chicago     | 6  | 0  | 28.7 | .475 | ―  | .696 | 9.7  | 1.3 | .2  | 2.2 | 11.7 |
| 2006     | Chicago     | 6  | 0  | 17.3 | .667 | ―  | .300 | 4.5  | .5  | .3  | .3  | 1.8  |
| 2008     | New Orleans | 12 | 12 | 34.3 | .632 | ―  | .625 | 10.3 | .4  | .4  | 1.7 | 8.0  |
| 2009     | New Orleans | 4  | 4  | 23.5 | .500 | ―  | .500 | 5.3  | .5  | .5  | .2  | 3.8  |
| 2010     | Charlotte   | 4  | 0  | 15.0 | .545 | ―  | .667 | 2.5  | .5  | .5  | .8  | 3.5  |
| 2011     | Dallas †    | 21 | 21 | 32.4 | .582 | ―  | .679 | 9.2  | .4  | .6  | .9  | 8.0  |
| 2012     | New York    | 5  | 5  | 33.4 | .440 | ―  | .600 | 9.0  | .8  | 1.4 | 1.4 | 6.2  |
| 2013     | New York    | 12 | 12 | 29.2 | .538 | ―  | .750 | 7.3  | .3  | .7  | 1.2 | 5.7  |
| 2015     | Dallas      | 5  | 5  | 32.0 | .655 | ―  | .500 | 10.8 | .2  | .6  | 1.2 | 10.2 |
| 2020     | Houston     | 1  | 0  | 0.0  | .000 | ―  | .000 | 0.0  | .0  | .0  | .0  | 0.0  |
| Carreira | Carreira    | 76 | 59 | 24.5 | .503 | ―  | .531 | 6.8  | .4  | .5  | .9  | 5.8  |

## Prêmios e homenagens
NBA
- Campeão da NBA: 2011;
- NBA Defensive Player of the Year: 2012;
- NBA All-Star: 2013;
- All-NBA Team:  
  - Terceiro time: 2012;
- 3x NBA All-Defensive Team:  
  - Primeiro time: 2013;
  - Segundo time: 2011, 2012;